# Ricardo Chaves
Pour les articles homonymes, voir Chaves.
Ricardo Alberto Medeiros Chaves est un footballeur portugais né le 27 octobre 1977 à Chaves.
Il évolue au poste de milieu de terrain.

## Biographie
Ricardo Chaves joue principalement en faveur du Deportivo Chaves et 
du Vitória Setubal.
Il remporte la Coupe de la Ligue en 2008 avec le Vitória Setubal.
À l'issue de la saison 2009/2010, il compte à son actif un total de 153 matchs en 1re division portugaise.

## Carrière
- 1997-1998 :  Vila Pouca
- 1998-2004 :  GD Chaves
- 2004-2006 :  Vitória FC
- 2006-2007 :  Sporting Braga
- 2007-2009 :  Vitória FC
- 2009-2011 :  Rio Ave FC
- 2011-2012 :  CD Aves
- depuis 2011 :  GD Chaves[1],[2]

## Palmarès
- Vainqueur de la Coupe de la Ligue en 2008 avec le Vitória Setubal

## Statistiques
À l'issue de la saison 2009-2010
- 153 matchs et 10 buts en 1re division portugaise
- 130 matchs et 16 buts en 2e division portugaise